# Signoria di Sidone

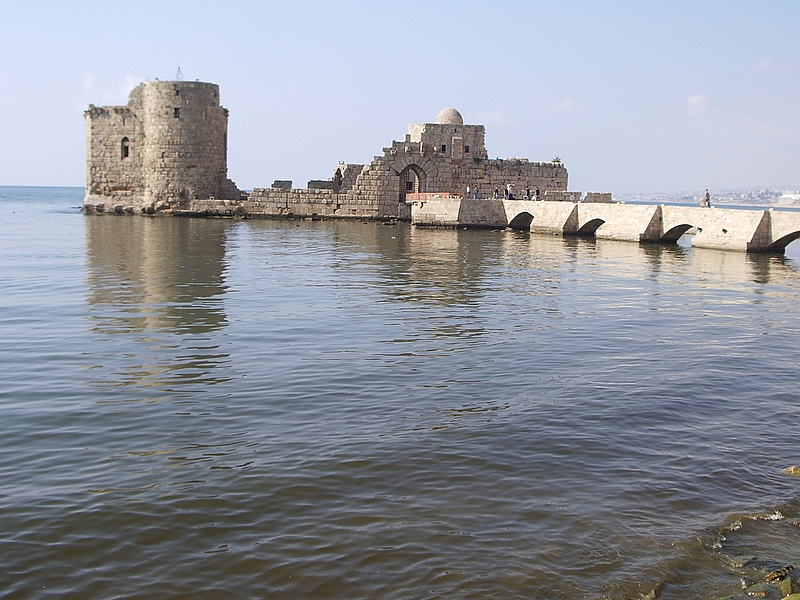
Il Castello del Mare la fortezza costruita dai Crociati nel 1228 su un isolotto dinnanzi al porto di Sidone.

La Signoria di Sidone fu, secondo il giurista del XIII secolo Giovanni di Ibelin, uno dei quattro maggiori vassalli del Regno di Gerusalemme.
Tuttavia che essa fosse molto più piccolo rispetto degli altri,pur venendogli riconosciuto lo stesso livello di importanza di vari suoi vicini, come ad esempio Toron e Beirut, che erano valvassori.
Il suo territorio consisteva in una fascia sulla costa del Mediterraneo tra Tiro e Beirut.

## Storia

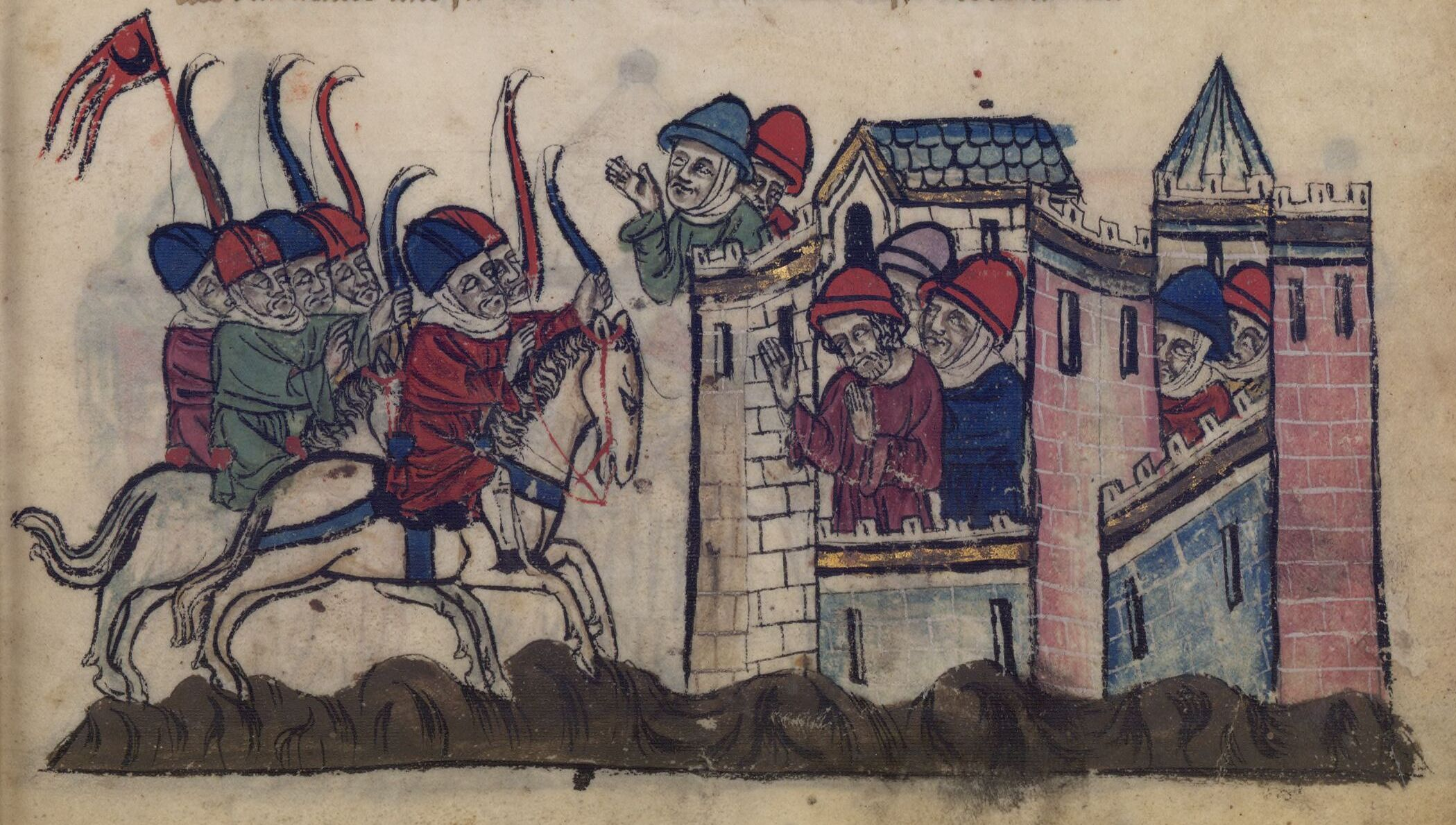
Kitbogha assedia Sidone a seguito dell'uccisione di suo nipote da parte di Giuliano de Grenier.

Sidone fu conquistata dai crociati nel dicembre 1110 da Baldovino con l'aiuto di Sigurd il Crociato, re di Norvegia, in Terra Santa nell'ambito della crociata norvegese, ed assegnata ad Eustachio I de Grenier.
Fu riconquistata da Saladino nel 1187 e rimase in mano ai musulmani fino al 1193 quando Amalrico II di Gerusalemme, aiutato da crociati tedeschi al comando dell'Arcivescovo di Magonza, la riconquistò insieme a Beirut; essi posero sotto assedio anche Toron ma sopraggiunse la morte dell'imperatore Enrico VI che indusse i tedeschi a ritirarsi, il 2 febbraio 1198.
Nel 1260, dopo che i Mongoli insieme con gli Armeni e i Crociati di Antiochia avevano conquistato Damasco, Giuliano de Grenier, Signore di Sidone e Beaufort, descritto dai suoi contemporanei come irresponsabile e superficiale, pensò  di attaccare e saccheggiare l'area della Beqa', in territorio mongolo.
Il generale mongolo Kitbogha inviò il proprio nipote con una piccola forza per ottenere soddisfazione, ma Giuliano colse i Mongoli in un'imboscata e li uccise; Kitbogha allora saccheggiò la città  distruggendone le mura e massacrando i cristiani,
anche se il castello della città non fu espugnato.
Di conseguenza, quello stesso anno Giuliano de Grenier vendette la signoria ai Cavalieri Templari
La città fu conquistata dai Mamelucchi nel 1291, in contemporanea con la presa di Acri e Tiro.

## Signori di Sidone
- 1110-1123: Eustachio I de Grenier (1071-1123), Signore di Sidone e di Cesarea,

sposò la nipote (ma forse era la figlia) di Arnolfo di Rœux, Emma, chiamata anche Emelota, (che in seguito si risposerà con Ugo II du Puiset)
- 1123-1171: Gerardo de Grenier (1101-1171), detto Eustachio II, il giovane, figlio del precedente,

sposò Agnese di Bures, sorella di Guglielmo II di Bures, principe di Galilea
- 1171-1187: Reginaldo de Grenier, figlio del precedente,

sposò prima Agnese di Courtenay e poi Helvis di Ibelin
- 1187-1193: la signoria fu conquistata da Saladino, Reginaldo rimase solo titolare

- 1193-1202: Reginaldo de Grenier, restaurato

- 1202-1239: Baliano I de Grenier, figlio del precedente e di Helvis di Ibelin,

sposò Margherita di Brienne
- 1239-1260: Giuliano de Grenier, figlio del precedente,

sposò Eufemia (m. 1309), figlia di Aitone I, re della Piccola Armenia
- 1260 Giuliano vendette la signoria ai Cavalieri Templari rimanendo con il solo titolo

### Signori titolari
- Giuliano de Grenier (1260-1275)

- Baliano II de Grenier (1275-1277)

- Filippo di Lusignano (c. 1460)

- Febo di Lusignano (titolare, ante luglio 1485)

## Signoria dello Shūf
Una delle regioni vassalle fu la Signoria dello Shūf, creata attorno al 1170 nel territorio della Signoria di Sidone; era incentrata sulla Cave de Tyron, la fortezza scavata nella montagna di fronte alla città di Sidone.
Giuliano de Grenier la vendette ai Cavalieri Teutonici nel 1257.
- Andrea dello Shuf (XIII secolo),

- Giovanni dello Shuf (XIII secolo),

- Giuliano di Sidone (metà del XIII secolo).